# ラオディケ (ミトリダテス6世の妹かつ妻)
ラオディケ（ギリシャ語: Λαοδίκη, ラテン文字転写: Laodice、紀元前130年/129年 - 約紀元前90年）は、ポントスの王女かつ王妃であり、ミトリダテス6世の最初の妻かつ妹。ペルシア人とギリシア人の子孫だった。

## 若年期
ラオディケはポントス王国のラオディケ6世とミトリダテス5世の次女として生まれた。
ラオディケの父親は紀元前120年にスィノプで暗殺された。彼は自身が主催していた豪勢な宴会で毒殺された。彼女の父親であるミトリダテス5世は、王国の支配をラオディケの母親と兄弟たち、ミトリダテス6世とミトリダテス・クレストゥスの共同統治とするよう指示していた。ラオディケの兄弟はどちらも若すぎて政治に関与することができず、母親が摂政として全ての権力を掌握していた。ラオディケ6世の摂政としてのポントス支配は、紀元前120年から116年（あるいは紀元前113年）まで続いた。ラオディケ6世はミトリダテス6世よりもミトリダテス・クレストゥスを支援した。彼らの母親の治世中、ミトリダテス6世は自分に対して陰謀が企てられていることを察知し、逃亡した。
紀元前116年から113年の間に、ミトリダテス6世は隠れていた場所からポントスに帰還し、王として歓迎された。ミトリダテス6世は母親と兄弟をポントスの王座から退かせ、自身がポントス唯一の支配者となった。ミトリダテス6世は母親と兄弟に対して寛容な姿勢を示したが、両方とも投獄した。ラオディケ6世は獄中で自然死した。しかしながら、ミトリダテス・クレストゥスは、獄死した可能性の他に反逆罪で裁かれ処刑された可能性もある。ミトリダテス6世は母親と兄弟が死去した時、彼らを王族として手厚く葬った。

## ポントスの王妃
ミトリダテス6世がポントスの唯一の支配者となった時、ラオディケと彼女の兄ミトリダテス6世はほとんど見知らぬ人同士だった。ミトリダテス6世が最後にラオディケを見た時、彼女は若い少女だった。ミトリダテス6世がポントスの唯一の王となった後、彼は彼女と結婚した。彼らの結婚により、ラオディケはポントスの王妃となった。
ラオディケは兄との間に4人の息子（ミトリダテス、アルカティアス、マカレス、ファルナケス2世）と2人の娘（ポントスのクレオパトラとドリュペティナ）を産んだ。
ラオディケとミトリダテス6世は、アテナイやギリシアのデロス島の市民と良好な関係を得ることに尽力した。ラオディケと彼女の兄及び夫は、アテナイ人とデロス島民に恩恵を与えた。彼らがどのような富と恩恵を与えたかは正確には分かっていない。デロス島には、ミトリダテス6世とラオディケに敬意を表すために作られた彫像が残っている。

## 死
ミトリダテス6世が不在の時、ラオディケは別の恋人を作った。ラオディケは妊娠し、息子を出産した。彼女の不貞をミトリダテス6世に隠すために、ラオディケは夫を毒殺する計画を立てた。
しかし、ミトリダテス6世は予告なしでポントスに帰還し、ラオディケの不貞を暴いた。彼女の兄及び夫は衝撃を受け苦しんだ。しかしながら彼は怒りを抑え、ラオディケを許した。彼が帰還したことへの祝宴が用意されていた。
祝宴を控え、ミトリダテス6世の使用人はラオディケによる陰謀を警告し、ラオディケの共謀者を告発した。裏切られたと感じたミトリダテス6世は、不誠実な娘を育てた亡き母親を罵り、ラオディケと共謀者を処刑したが、ラオディケが新しく産んだばかりの息子は不問にした。

## 芸術と文学
ラオディケとミトリダテス6世を描いた『Mithridates poisons Laodice, his wife/sister; Mithridates wins a duel』という題名の絵画がフランス国立図書館に展示されている。
オーストラリアの作家コリーン・マッカラは、『ザ・グラス・クラウン』と『マスターズ・オブ・ローマ』シリーズにおいて、ミトリダテス6世の人生の様々な側面を詳細に記述している。